# Barrière de Ceuta

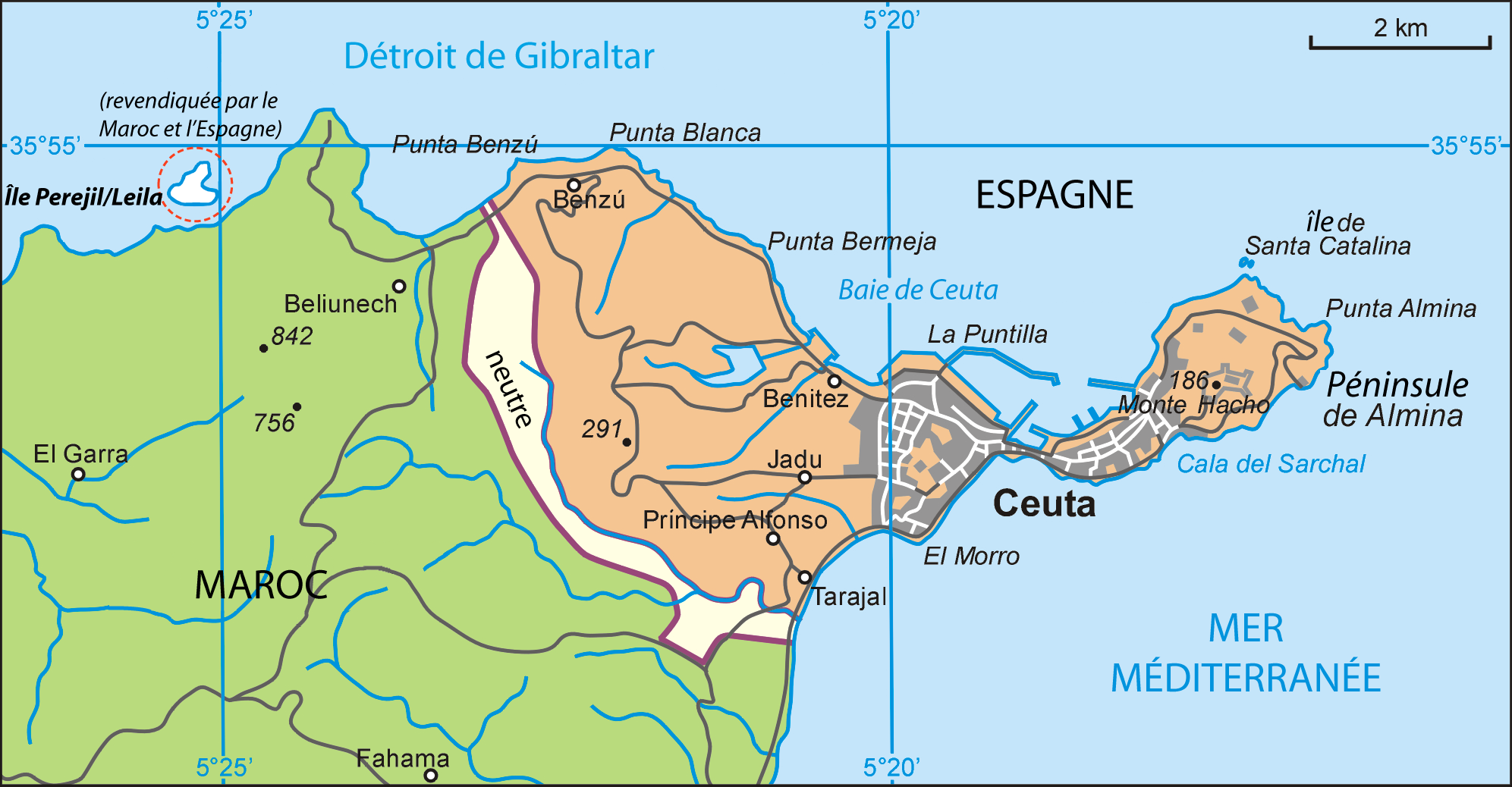
Carte de la ville autonome de Ceuta.

La barrière de Ceuta, ou Valla de Ceuta (en espagnol), est une barrière physique de séparation entre le Maroc et la ville espagnole de Ceuta, sur la côte africaine. Son but est d'arrêter l'immigration illégale et la contrebande.

## Historique
La barrière a été construite par l'Espagne à partir de 2001 pour un montant de 30 millions d'euros, payée en partie par l'Union européenne. Longue de 8 km, elle se compose de clôtures parallèles, couronnées de barbelés. Des postes de surveillance sont répartis le long de la barrière et des routes entre les clôtures permettent le passage des véhicules de surveillance de la Garde civile. Un réseau de câbles souterrains est relié à des capteurs électroniques de bruit et de mouvement. La barrière est équipée de systèmes d'éclairage de forte puissance et de caméras vidéo de vision nocturne. La hauteur des clôtures de la barrière a été ultérieurement portée de 3 à 6 m, sous les auspices de Frontex, l'Agence européenne de protection des frontières extérieures, qui coordonne les moyens des États membres.

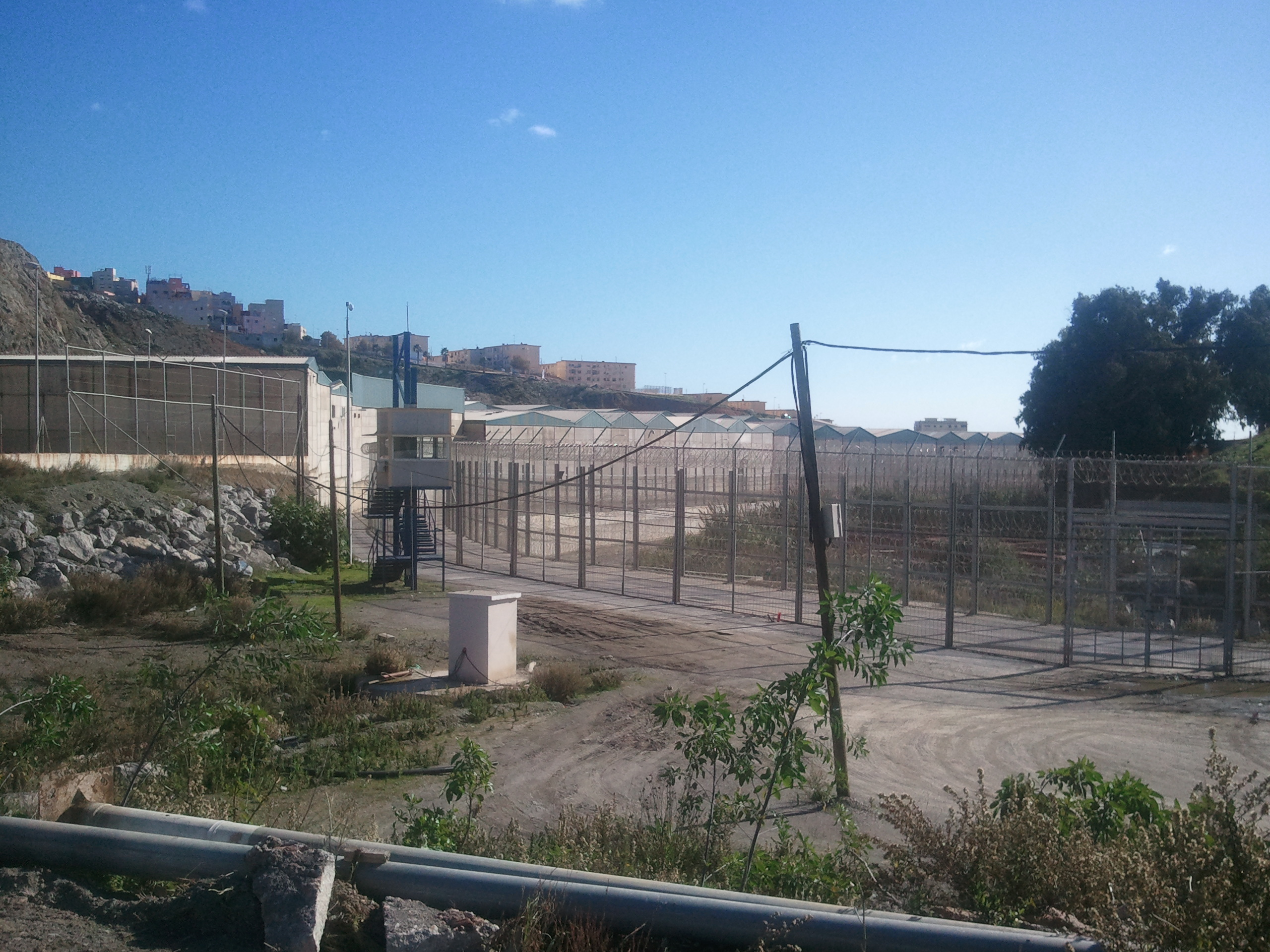
La barrière de Ceuta.

Le Maroc a émis des objections à la construction de la barrière, car il considère Ceuta comme une portion occupée du territoire marocain et demande son rattachement au Maroc depuis son indépendance en 1956. 
Le 29 septembre 2005, plusieurs centaines de personnes tentèrent de franchir la clôture à l'aide d'échelles de fortune. Des gardes civils espagnols commencèrent à tirer et utilisèrent du gaz lacrymogène. Les forces de sécurité auraient ouvert le feu en direction du groupe qui s'approchait de la clôture, tuant au moins onze personnes,.

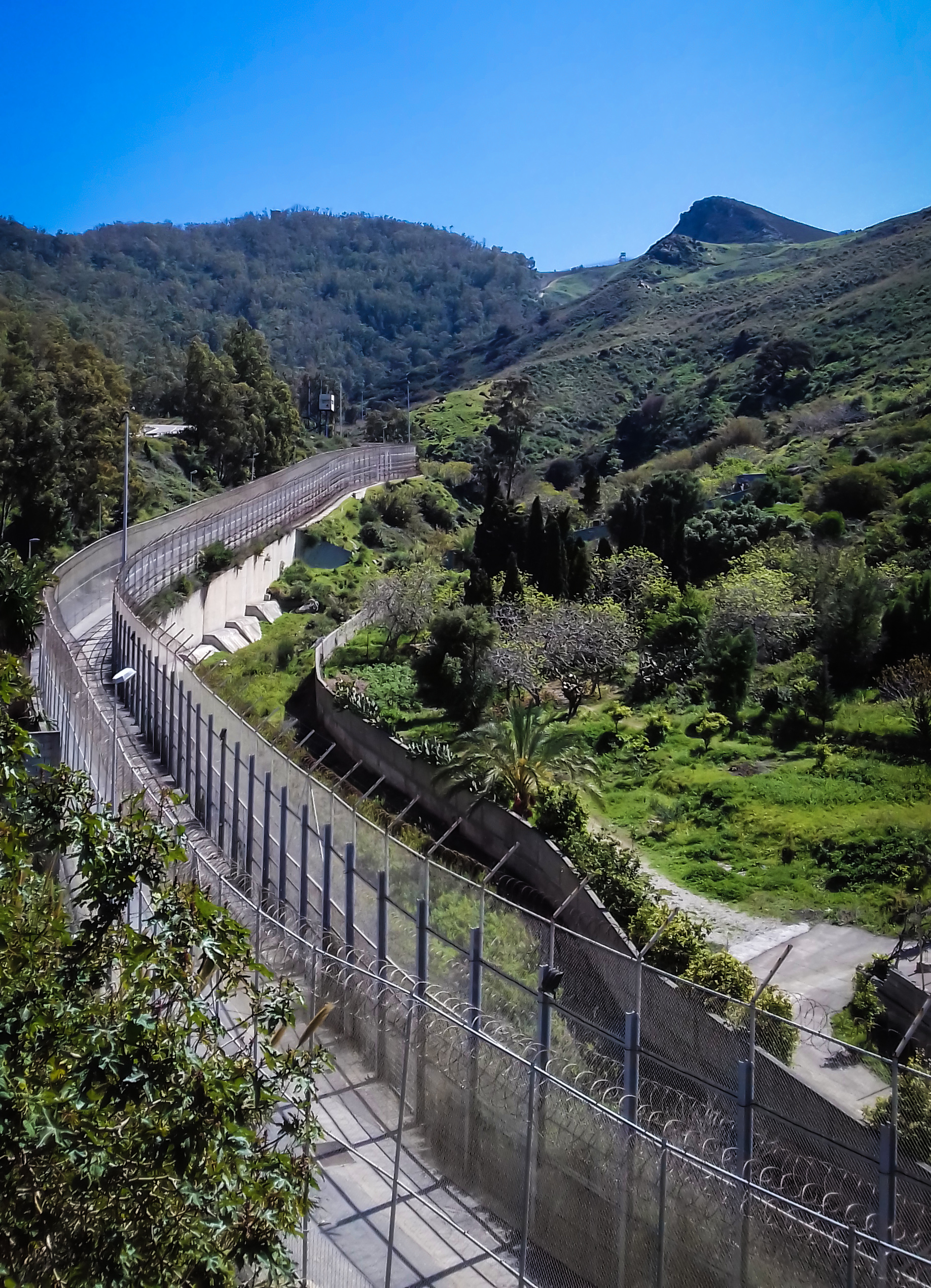
Vue de la barrière du côte de Ceuta.

Depuis 2015, ce dispositif de barriérisation connaît plusieurs renforcements, rendant beaucoup plus difficile le franchissement de la frontière par la terre. De nombreuses personnes tentent dès lors de gagner illégalement le territoire espagnol en franchissant le détroit de Gibraltar à partir des côtes marocaines ou les îles Canaries à partir du Sénégal. Selon les opposants à cette barrière, son existence a indirectement provoqué la mort de milliers de personnes, qui se sont noyées en tentant de gagner le territoire espagnol dans des embarcations de fortune.